# WORLD-1
WORLD-1（ワールド-ワン）は、日本のプロレス団体DRAGON GATEに所属していたユニットの名称。

## 歴史
2006年4月に結成されたヒールユニットのマッスル・アウトローズ。当然のように反則行為を多く行うが、土井成樹と吉野正人のタッグの試合の時だけは反則等は行わず正攻法のファイトをしていた。いつしかヒールでありながらも反則をほとんど行わなくなり、ファンからベビーフェイス並みの声援が送られる。
2008年春頃から正攻法のファイトで戦う土井吉派と反則等のファイトで戦うGamma派が分裂。そして5月5日の名古屋大会で土井・吉野はマッスル・アウトローズを離脱表明。新たなユニットを結成する。
5月14日の後楽園大会でNEW HAZARDが消滅となり孤立したB×Bハルク、更に谷嵜なおき、そしてメキシコ遠征中であったm.c.KZ.が加入した。
5月31日の神戸大会でユニット名が『WORLD-1』と発表された。
2009年1月13日、PACが加入。
6月7日、吉野・ハルク・PAC組がトライアングルゲートを奪取。結成以来初めてトライアングルゲートを手に入れた。
6月26日、m.c.KZ.がREAL HAZARDへ寝返り、翌日Kzyへ改名。
10月13日には自主興行"THE WORLD IS ONE"を開催。
この大会で団体最年少の椎葉琴香が加入（同時に琴香と改名）。
2010年9月17日、谷嵜がディープ・ドランカーズへ寝返る。
10月13日、敗者解散タッグマッチでディープ・ドランカーズに勝利するも、土井が裏切り新井健一郎以外のドランカーズ残党と結託。吉野とハルクが暴行を受けていた際に横須賀享とK-ness.が救出に入る。
11月5日、土井の新軍団とのなにわ式イリミネーションマッチにて吉野・ハルク・横須賀・K-ness組が勝利。　試合後にクネスカとWORLD-1は共闘継続を宣言。
12月4日にクネスカの2人が正式加入。
2011年4月14日のトライアングルゲート・コントラ・解散マッチで破れてしまい、解散が決定。

## メンバー
- 吉野正人（リーダー）
- B×Bハルク
- PAC
- 横須賀享
- K-ness.
- 琴香

## サポートメンバー
- 円華
- 忍

## 元メンバー
- m.c.KZ.
- 谷嵜なおき
- 土井成樹

## テーマ曲
- ALL FOR ONE, ONE FOR ALL／ACMA
- ALL FOR ONE, ONE FOR ALL／Pixy Chicks

## 戦績
- オープン・ザ・ドリームゲート王座

第10代：土井成樹
（2008年12月28日獲得、2010年3月22日陥落/防衛8回）
第12代：吉野正人
（2010年7月11日獲得、2011年4月14日陥落/防衛4回）
- オープン・ザ・ブレイブゲート王座

第10代：吉野正人
（2008年6月29日獲得、同日王座返上）
第12代：吉野正人
（2008年10月12日獲得、2009年3月22日陥落/防衛2回）
第14代：土井成樹
（2009年7月19日獲得、同日王座返上）
第15代：谷嵜なおき
（2009年8月30日獲得、2010年1月11日陥落/防衛6回）
第19代：吉野正人
（2010年8月14日獲得、同日王座返上）
第20代：PAC
（2010年8月29日獲得/解散時防衛6回）
- オープン・ザ・ツインゲート統一タッグ王座

第4代：土井成樹&吉野正人
（2008年9月26日獲得、2008年10月5日陥落）
- オープン・ザ・トライアングルゲート王座

第24代：吉野正人&B×Bハルク&PAC
（2009年6月7日獲得、2009年10月14日陥落/防衛2回）
第44代：土井成樹&谷嵜なおき&PAC
（2010年6月20日獲得、2010年6月24日陥落）
- オープン・ザ・フリーダムゲート王座

初代：B×Bハルク
（2009年11月28日獲得、2011年1月28日陥落/防衛6回）
- オープン・ザ・ユナイテッドゲート王座

初代：吉野正人&PAC
（2011年1月30日獲得/解散時防衛2回）
- KING OF GATE 優勝

土井成樹（2008年）
- Summer Adventure Tag League 優勝

土井成樹&吉野正人（2008年・2010年）

## 補足
- イメージカラーは黒、金、銀。 ユニットロゴのダイヤモンドはメンバーの強い結束を表している。
- 結成後間も無い頃は、土井と吉野がTNAに遠征したため、ほとんどの大会ではハルク、谷嵜、KZのみで活動していた。
- KZが離脱してから琴香が加入する迄の間、メンバー全員がベルトを所持していた時期があった。
- 土井、PAC以外のメンバーはカベジェラ戦（敗者髪切り）でボウズになっている（吉野正人、谷嵜なおき、ハルク、琴香）